# 酃県
酃県（れい-けん）は、かつて中国に存在した県。
酃県は、南宋の嘉定4年（1211年）に茶陵県の康楽・霞陽などを再編して設置された。元代には衡州路に組み込まれ、続く明・清では衡州府に組み込まれた。中華人民共和国後の1949年からは新たに衡陽専区に属し、1954年からは郴県専区に属したが、1959年に茶陵県に併合された。1961年に再び独立して湘潭専区に属し、1983年からは株洲市に編入された。1994年に名称を酃県から炎陵県に変更した。